# الرحلة رقم 7831 لشركة أيروكاريبي
تُعد الرحلة رقم 7831 لشركة أيروكاريبي واحدة من حوادث الطيران الداخلي المؤلمة التي وقعت في المكسيك. كانت الرحلة تُسيَّر بطائرة صغيرة من طراز بريتيش إيروسبيس جيت ستريم 32EP، وعلى متنها 19 شخصًا، بينهم الطاقم، متجهة من مدينة توكستلا غوتيريز في ولاية تشياباس إلى مدينة فيلاهيرموسا في ولاية تاباسكو. في مساء يوم 8 يوليو 2000، واجهت الطائرة ظروفًا جوية سيئة بعد إقلاعها بفترة وجيزة، ما أدى إلى وقوع الحادث.
وافق برج المراقبة الجوية على طلب القائد بتغيير المسار، فانحرفت الطائرة إلى اليمين. وفي تمام الساعة 19:50، وأثناء مرحلة الهبوط، تحطمت الرحلة 7831 في منطقة جبلية قرب بلدة تشولوم خواريز بولاية تشياباس، واشتعلت النيران في الطائرة فور ارتطامها بالأرض. أسفر الحادث عن مقتل جميع من كانوا على متنها، وعددهم 19 شخصًا، بينهم الركاب وأفراد الطاقم.